# NGC 2771
NGC 2771 este o hi (21cm) source⁠(d) situată în constelația Ursa Mare. A fost descoperită în 8 martie 1831 de către John Herschel. Se află la o distanță de 73,76 de megaparseci de Pământ.